# Sara Gideon
Sara Gideon (geboren am 4. Dezember 1971 in Rhode Island) ist eine amerikanische Politikerin der Demokratischen Partei. Sie gehörte von 2012 bis 2020 dem Repräsentantenhaus von Maine an und war seit 2016 bis zu ihrem Ausscheiden dessen Speaker. Bei der Wahl zum Senat der Vereinigten Staaten 2020 trat sie gegen die republikanische Mandatsinhaberin Susan Collins an.

## Familie, Ausbildung und Beruf
Sara Gideon ist das jüngste von vier Kindern. Ihr Vater immigrierte aus Indien in die Vereinigten Staaten, ihre Großmutter mütterlicherseits war beim Völkermord an den Armeniern mit vier Jahren Waise geworden und 1927 in die USA immigriert, wo ihre Familie als Armenische Amerikaner lebte. Gideon zog zum Studium nach Washington, D.C. und erwarb dort 1994 den Bachelorgrad in Internationalen Beziehungen an der George Washington University. Sie studierte zeitweilig an der American University in Paris und absolvierte ein Praktikum beim Senator Claiborne Pell (Rhode Island). Anschließend arbeitete sie in New York City in der Anzeigenabteilung von USA Today.
Mit ihrem Ehemann, dem Anwalt Benjamin Gideon, zog sie 2004 in seine Heimat Maine. Sie leben mit ihren drei Kindern in Freeport.

## Politische Laufbahn

### Anfänge
Gideon gibt an, erstmals über eine politische Kandidatur nachgedacht zu haben, als ihr Ehemann 2009 aufgefordert wurde, für den Stadtrat von Freeport zu kandidieren. Sie wurde daraufhin selbst in den Stadtrat gewählt und war dessen Vize-Vorsitzende.

### Repräsentantenhaus von Maine
Bei der Wahl 2012 wurde Gideon im Wahlbezirk 48, der die Towns Freeport und Pownal in Cumberland County umfasst, mit 65,7 Prozent ins Repräsentantenhaus von Maine gewählt und bei den folgenden Wahlen alle zwei Jahre stets mit über sechzig Prozent der Stimmen wiedergewählt. 2014 bis 2016 war sie dort stellvertretende Fraktionsvorsitzende der Demokraten, die die Mehrheit stellten (assistant majority leader), seit 2016 ist sie Speaker dieser unteren Kammer der Bundesstaatslegislative.
Unter anderem unterstützte Gideon die Ausweitung von Medicaid und die Abgabe von Naloxon-Präparaten zur Eindämmung der Opioidkrise in den USA, wobei sie immer wieder in Konflikt mit dem bis 2019 amtierenden republikanischen Gouverneur Paul LePage kam. Nachdem die Demokratin Janet T. Mills im Januar 2019 LePage im Gouverneursamt abgelöst hat, arbeitete Gideon enger mit der Bundesstaatsregierung zusammen, unter anderem in einer Ausweitung des Rechts zum Schwangerschaftsabbruch. Gideon brachte auch ein Gesetz ein, das die Registrierung von Wählern in Maine automatisiert.

### Kandidatur für den US-Senat
Im Juni 2019 gab Gideon bekannt, sich bei der im Juni 2020 stattfindenden Vorwahl der Demokraten für den Sitz im Senat der Vereinigten Staaten zu bewerben, den bisher die Republikanerin Susan Collins innehat. Gideon hatte seit Oktober 2018 mit einer Kandidatur gespielt, als Collins wegen ihrer Unterstützung des umstrittenen Supreme-Court-Kandidaten Brett Kavanaugh starke Aufmerksamkeit und Kritik aus der politischen Linken auf sich zog und ihre generell hohen Beliebtheitswerte sanken.
Im Wahlkampf gab sich Gideon als Vorkämpferin der Interessen der Einwohner Maines, während sie die als unabhängig und moderat geltende Collins als Vertreterin von Partikularinteressen darstellt, der Präsident Donald Trump persönlich für ihre Unterstützung der Steuerreform 2017 dankte, die vor allem Großverdiener entlastete. Gideon hatte zu Beginn ihres Wahlkampfs Unterstützungserklärungen von über sechzig Politikern Maines. Sie wird von den progressiv ausgerichteten Organisationen NARAL Pro-Choice America und EMILY’s List sowie vom Kampagnenarm der Demokraten im US-Senat, dem Democratic Senatorial Campaign Committee, unterstützt. Collins ist eine von zwei Senatorinnen der Republikaner, die sich Pro-Choice positioniert haben, und wurde 2002 noch von NARAL unterstützt. Der Senatssitz gilt als eines der wichtigsten Ziele der Demokraten bei ihrem Versuch, ab 2021 wieder eine Mehrheit im US-Senat zu erhalten. Innerhalb einer Woche nach Ankündigung nahm Gideons Wahlkampagne über eine Million Dollar ein, während Collins über insgesamt 3,8 Millionen Dollar Reserven verfügte.
Bei der Wahl am 3. November 2020 erhielt Gideon etwa 43 % der Stimmen und unterlag damit Collins, mehr als 50 % erhielt (Stand 15. November 2020 nach Auszählung von 89 % der Stimmen).

## Positionen
Gideon vertritt generell linksliberale Positionen wie das Recht auf Schwangerschaftsabbruch (Pro-Choice), die Ausweitung der Gesundheitsversorgung und die Senkung der Arzneimittelpreise. Sie nennt als ihre Priorität die Verbesserung der wirtschaftlichen Lage Maines und einen Ausbau der erneuerbaren Energien.